# Balroger
Balrog är en varelse i J.R.R. Tolkiens sagovärld. Balrogerna var ursprungligen Maiar liksom Sauron, Saruman och Gandalf men blev sedan tjänare under Melkor och kom under hans ledning att bli en av hans mest fruktade tjänare, speciellt under Beleriandkrigen. De framstod som människolika men av eld och kunde skyla sig i mörker och skugga. De bar en eldpiska och satte skräck i både vänner och fiender. Den främsta bland balrogerna var deras ledare Gothmog.
Flera balroger deltog vid Gondolins fall. Gothmog dräps av Echtelion, en annan av Glorfindel.
Under vredens krig blev de flesta dödade men några lyckades fly till Midgård och gömde sig djupt ned vid världens rötter. Durins bane, varelsen som drev ut dvärgarna ur Moria, var en av dessa.
Balrogerna dokumenterades för första gången av alverna under Dagor-nuin-Giliath under första åldern, men blev efter första åldern sällsynta. Tolkien beskriver bara en balrog efter vredens krig: Durins bane. Det tycks vara den sista balrogen i Midgård och den bäst dokumenterade.

## Vingar eller inte?
Det finns ingen klar beskrivning av hur Balrogen ser ut, vilket har gjort att läsare kan se Balroger med eller utan vingar. Detta har blivit en kontrovers bland olika läsare av Tolkiens verk. I Härskarringen står det att Balrogen är omgiven av en skugga och att skuggan senare sprider ut sig i form av ett par vingar. Skuggan symboliserar dock Balrogens otäcka väsen och inte fysiska vingar. Att Balrogen senare med Gandalfs hjälp faller ner från Khazad-dûm med hjälp av gravitationens kraft är ytterligare ett tecken på att Balrogs inte har vingar som då rimligen hade kunnat användas för flygning.

## Balrog utanför Tolkiens verk
I Maplestory är en balrog ett starkt, djävulskt monster som invaderar båten mellan Victoria island och Ossyria. Finns även djupast nere i dungeons.
Innebandyklubben Balrog IK i Botkyrka kommun namngavs efter figuren. Den som under säsongen 1995/1996 såg lagets hemmamatcher i Eriksdalshallen påmindes tydligt om detta, i den ljus- och ljudshow som klubben körde före matcherna.